# بلغارستان ۲۵۷۵

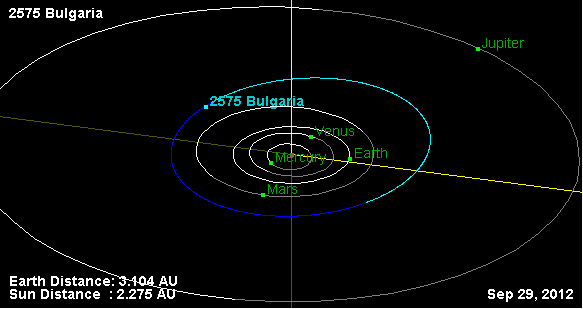
نمایی از محل قرارگیری سیارک بلغارستان ۲۵۷۵ در مدار - ۲۰۱۲

سیارک ۲۵۷۵ (به انگلیسی: 2575 Bulgaria، نامگذاری:1970PL) دو هزار و پانصد و هفتاد و پنجمین سیارک کشف شده‌است که در ۴ اوت ۱۹۷۰ کشف شد.
قدر مطلق سیارک برابر ۱۲٫۶۰ است.